# HD77258
HD77258 — хімічно пекулярна зоря спектрального класу F1, що має видиму зоряну величину в смузі V приблизно  4,4.
Вона  розташована на відстані близько 201,5 світлових років від Сонця.